# Erysimum slavjankae
Erysimum slavjankae är en korsblommig växtart som beskrevs av Ancev och Adolf Polatschek. Erysimum slavjankae ingår i släktet kårlar, och familjen korsblommiga växter. Inga underarter finns listade i Catalogue of Life.